# Útoky v Montauban a Toulouse 2012
Útoky v Montauban a Toulouse v roce 2012 byly sérií střeleckých útoků na francouzské vojáky muslimského vyznání a židovské civilisty ve francouzském regionu Midi-Pyrénées v březnu 2012. Při útocích bylo sedm lidí zabito a pět dalších zraněno. Pachatel byl po třiceti hodinách pronásledování zastřelen policií. Jeho jednání ovlivnilo kampaň před francouzskými prezidentskými volbami.

## Průběh událostí
První útok proběhl 11. března v Toulouse, jeho obětí byl francouzský muslimský voják sloužící u výsadkářů. Během druhého útoku 15. března byli v nákupním centru v Montauban zabiti dva uniformovaní vojáci a další byl vážně zraněn. 19. března byli v židovské škole zabiti další čtyři lidé včetně tří dětí.

## Útočník
Mohammed Merah (10. října 1988 – 22. března 2012) byl 23letý potomek Alžířanů s francouzským občanstvím, jenž byl před svým činem uvězněn za drobnou kriminální činnost. Ve vězení podle názoru vyšetřovatelů konvertoval k salafismu, několikrát podnikl cestu do Afghánistánu a Pákistánu. Jeho spojení s Al-Káidou je však nejasné.
Jako motivaci pro svůj čin uvedl účast francouzských vojáků na válce v Afghánistánu. Vraždu židovských dětí zdůvodnil jako odvetu za židovské vraždění žen a mužů v Palestině.